# Hrádek na Zderaze
Hrádek na Zderaze byl hrad, který stával nad Vltavou na Břežské skále, bývalé dominantě pražských břehů, v někdejší pražské osadě Zderaz.

## Historie

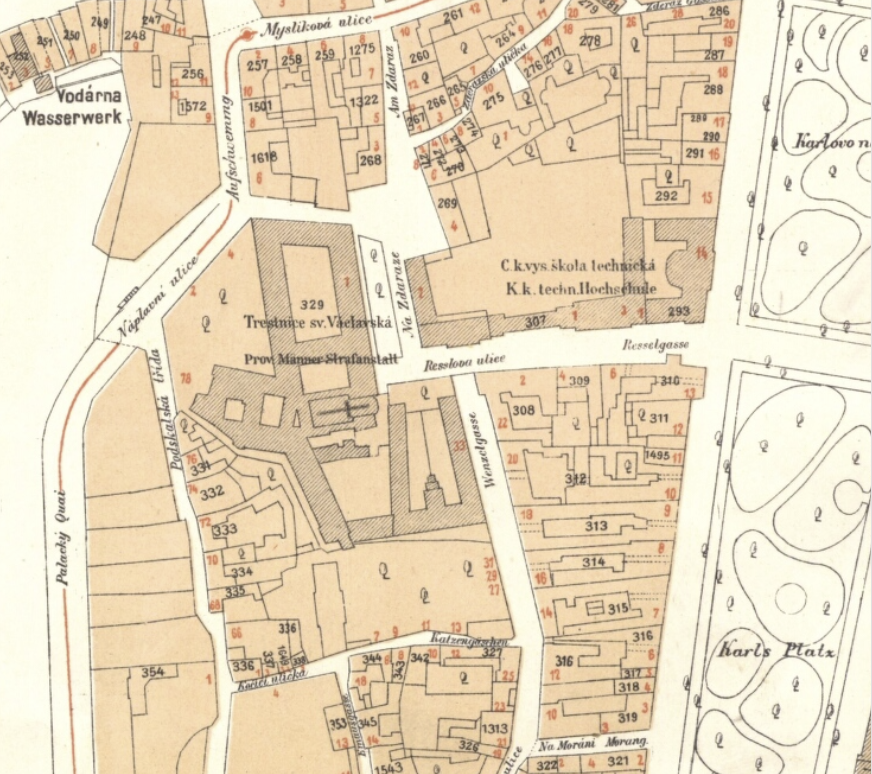
Hrádek přeměněný na Svatováclavskou trestnici, na plánu Prahy z roku 1884

Hrad založil okolo roku 1380 jako své novoměstské sídlo král Václav IV., který na něm poprvé pobýval v roce 1399. Během husitských válek hrad obsadila posádka Nového Města a až do roku 1439 na něm sídlil biskup Filibert Konstantský, legát basilejského koncilu. V následujícím období byly hradní objekty využívány ke skladování vojenského materiálu a během šestnáctého století zchátraly natolik, že jedinou budovou, která měla roku 1606 střechu, byla velká věž. Zchátralý hrad získali roku 1627 bosí augustiniáni, kterým patřil také sousední kostel svatého Václava. Ti je do roku 1641 přestavěli na klášter, přičemž byla snížena velká věž.
Po zrušení kláštera roku 1785 byly budovy různě upravovány, ale nakonec se roku 1809 staly součástí Svatováclavské trestnice, která je využívala až do roku 1884. Během tzv. Pražské asanace na přelomu devatenáctého a dvacátého století byly budovy trestnice včetně Břežské skály, posledních zbytků hradu a okolní zástavby kompletně srovnány se zemí.

## Stavební podoba
Hrádek na Zderaze se nacházel v místě dnešních ulic Resslova, Rašínovo nábřeží a Jiráskovo náměstí za Tančícím domem. Stával na zaniklé, sedmnáct metrů vysoké skále západně od kostela svatého Václava.
Jednodílný hrad typologicky patřil mezi dvoupalácové dispozice. Měl obdélný půdorys se zkoseným jihozápadním nárožím. Hlavními objekty byl dva protilehlé paláce doplněné dvojicí čtverhranných věží. Menší věž stávala nad řekou, zatímco větší stávala v čele hradu na západní straně a vystupovala z jeho obrysu. Podle starých vyobrazení a popisů mívala pět pater a valbovou střechu. Opevnění, které chránilo i rozlehlou zahradu, mohla alespoň v části obvodu doplňovat parkánová hradba.
Hrad svou podobou patřil mezi luxusní sídla charakteristická pro počáteční fázi panování Václava IV., a snad se stal i předlohou pro Hrádek v Kutné Hoře.